# Magdalis rufa
Magdalis rufa är en skalbaggsart som beskrevs av Ernst Friedrich Germar 1824. Magdalis rufa ingår i släktet Magdalis, och familjen vivlar. Arten har ej påträffats i Sverige.